# Gränsen 1918
Gränsen 1918 (finska: Raja 1918, ryska: Граница 1918, tr. Granitsa 1918) är en finsk-rysk krigsfilm regisserad av Lauri Törhönen. Filmen utspelar sig våren 1918, alldeles efter det finska inbördeskriget, och handlar om en finsk officer som kommenderas till byn Rajajoki (Systerbäck) för att skapa en gräns mellan Finland och Sovjetryssland.

## Skådespelare
- Martin Bahne som Carl von Munck
- Minna Haapkylä som Maaria Lintu
- Tommi Korpela som Heikki Kiljunen
- Leonid Mozgovoy som major Gentsch
- Hannu-Pekka Björkman som fältväbel Muranen
- Lauri Nurkse som löjtnant Suutari
- Orvo Björninen som doktor Perret
- Pauli Poranen som Edvin Lintu
- Roman Schatz som major Berner
- Hannu Kahakorpi som general Jyrinkoski